# Malá válka (1939)
Malá válka (slov.: Malá vojna) nebo maďarsko-slovenská válka byl ozbrojený konflikt mezi Slovenským státem a Maďarským královstvím, který trval od 23. do 31. března/4. dubna 1939. Maďarsko tehdy zaútočilo bez vyhlášení války z Podkarpatské Rusi, kterou už krátce předtím začalo okupovat, s cílem posunout hranice na výhodnější linii.
Ministr obrany Slovenska ještě ten den dostal zprávu o vpádu maďarských vojsk a nařídil protiútok. Slovenská vláda hned ostře protestovala, do Budapešti zaslala diplomatickou nótu a obrátila se na Německou říši, aby zasáhla ve smyslu Ochranné smlouvy. Toto diplomatické úsilí se ovšem míjelo účinkem, neboť akce byla s předáky Třetí říše předem konzultována. Maďarská vojska dosáhla vytčených cílů již navečer 23. března a svůj postup na slovenské území v hloubce 10-15 km zastavila. Slovenský protiútok se zpočátku omezil na izolované letecké útoky, proto již na druhý den (24. března) maďarské letectvo bombardovalo vojenské letiště ve Spišské Nové Vsi, přičemž zabilo 13 osob. V ranních hodinách přešly také slovenské pozemní jednotky pod velením českých důstojníků do protiútoku, ale nezaznamenaly do setmění žádný úspěch. Téhož dne byla na nátlak Německa zahájena jednání o příměří (vstoupilo v platnost o dva dny později) a slovenský ministr obrany ve večerních hodinách nařídil zastavit palbu. Nicméně oboustranné sporadické výpady pokračovaly až do 31. března, aniž by tím byla nově vytyčená demarkační linie narušena.
Maďarsko nakonec získalo nejvýchodnější pás východního Slovenska se skoro 70 000 obyvateli, z nichž ale Maďaři tvořili jen menšinu (méně než 4000 osob), většina byla slovenské a rusínské národnosti.